# ABS-3
O ABS-3, também chamado de Agila 2, Mabuhay 1 e ABS-5, é um satélite de comunicação geoestacionário que foi construído pela Space Systems/Loral (SSL). Ele está localizado na posição orbital de 88 graus de longitude Leste, mas, atualmente encontra-se desativado em uma órbita inclinada e foi inicialmente operado pela Mabuhay Satellite Corporation, atualmente o mesmo é operado pela Asia Broadcast Satellite (ABS). O satélite foi baseado na plataforma HS-376 e sua vida útil estimada era de 15 anos.

## História
O satélite originalmente era filipino e denominado de Agila 2, em homenagem a Águia-das-filipinas que está criticamente ameaçada de extinção. O satélite também ficou conhecido como Mabuhay 1 e ABS-5 após ser adquirido pela Asia Broadcast Satellite (ABS). Ele fornecia serviços de telecomunicações  para a Mabuhay Satellite Corporation. Ele foi o primeiro satélite espacial filipino.
Projetado, construído e lançado pela Space Systems/Loral (SSL) para a Mabuhay Philippines Satellite Corporation, o Agila 2 oferece emissão de televisão, telefone e serviços de dados para uma área que abrange o Sudeste Asiático, das Filipinas, o Havaí, a Índia, Paquistão e Bangladesh, e para o Vietnã e China.
O satélite Agila 2 transmite mais de 190 canais de programação digital de alta qualidade para empresas de cabo e antenas parabólicas em casa, juntamente com a capacidade de lidar com mais de 50 mil ligações simultâneas nos dois sentidos de conversas telefônicas.
O Agila 2 apresenta o maior número de transponders ativos de qualquer satélite na região. Ele contém 30 transponders de banda C em 27 Watts e 24 transponders em banda Ku de 110 watts, combináveis com 12 transponders de alta potência de 220 watts. A potência total dele no fim da vida (EOL) será mais do que 8200 Watts. A combinação proporciona uma relação potência-massa de 5 a 1, fazendo o Mabuhay um dos satélites mais eficientes na indústria.
Como parte do contrato, a SS/L adquirido o veículo de lançamento, construiu uma estação terrestre de controle de satélites em Subic Bay, nas Filipinas, e treinou duas pessoal para operar o satélite Agila.
Após negociações com a ProtoStar para a mesma adquirir o satélite com o nome de ProtoStar 3 não ter nenhuma conclusão, o satélite foi adquirido pela Asia Broadcast Satellite e renomeado para Agila 2/ABS-5, no final de 2009. No final de 2011 ele foi reposicionado para 3° oeste e renomeado para ABS-3. e renomeado para ABS-3 Era esperado para ele entrar em serviço novamente em dezembro de 2011.

## Lançamento
O satélite foi lançado com sucesso ao espaço no dia 17 de agosto de 1997, às 17:50 UTC, por meio de um veículo Longa Marcha 3B/E (em seu primeiro voo bem sucedido) a partir do Centro Espacial de Xichang, na China. Ele tinha uma massa de lançamento de 3.775 kg.

## Capacidade e cobertura
O ABS-3 é equipado com 30 transponders em banda C e 24 em banda Ku; com capacidade para fornecer 190 canais de alta fidelidade e 50 mil ligações telefônicas simultâneas. O satélite pode ser recepcionado na Ásia e nas Ilhas do Pacífico.